# Premio Llave de Cristal
El Premio Llave de Cristal (en sueco: Glasnyckeln) es un premio de literatura otorgado anualmente a una novela policiaca de los países nórdicos.
El premio, nombrado después de la novela La llave de cristal del escritor policiaco Dashiell Hammett, es en realidad una llave de vidrio dada cada año por miembros de los Escritores Policiacos de Escandinavia (Skandinaviska Kriminalsällskapet) a una novela policiaca; escrita ya sea por un escritor danés, finés, islandés, noruego o sueco. 
Cada miembro del país nomina cuatro novelas candidatas, haciendo una preselección.

## Ganadores
| Año  | Autor                            | Título original                    | Título en español                                      | País                 |
| ---- | -------------------------------- | ---------------------------------- | ------------------------------------------------------ | -------------------- |
| 1992 | Henning Mankell                  | Mördare utan ansikte               | Asesinos sin rostro                                    | Suecia               |
| 1993 | Peter Høeg                       | Frøken Smillas fornemmelse for sne | La señorita Smila y su especial percepción de la nieve | Dinamarca            |
| 1994 | Kim Småge                        | Sub Rosa                           |                                                        | Noruega              |
| 1995 | Erik Otto Larsen                 | Masken i spejlet                   |                                                        | Dinamarca            |
| 1996 | Fredrik Skagen                   | Nattsug                            | Noche desvanecida                                      | Noruega              |
| 1997 | Karin Fossum                     | Se dig ikke tilbake!               | No mires atrás                                         | Noruega              |
| 1998 | Jo Nesbø                         | Flaggermusmannen                   | El hombre murciélago                                   | Noruega              |
| 1999 | Leif Davidsen                    | Limes billede                      | La fotografía de la lima                               | Dinamarca            |
| 2000 | Håkan Nesser                     | Carambole                          |                                                        | Suecia               |
| 2001 | Karin Alvtegen                   | Saknad                             | Desaparecido                                           | Suecia               |
| 2002 | Arnaldur Indriðason              | Mýrin                              | Las marismas                                           | Islandia             |
| 2003 | Arnaldur Indriðason              | Grafarþögn                         | Silencio sepulcral                                     | Islandia             |
| 2004 | Kurt Aust                        | Hjemsøkt                           | Perseguido                                             | / Noruega, Dinamarca |
| 2005 | Anders Roslund & Börje Hellström | Odjuret                            | Bestia                                                 | Suecia               |
| 2006 | Stieg Larsson                    | Män som hatar kvinnor              | Los hombres que no amaban a las mujeres                | Suecia               |
| 2007 | Matti Rönkä                      | Ystävät kaukana                    | Amigos lejanos                                         | Finlandia            |
| 2008 | Stieg Larsson                    | Luftslottet som sprängdes          | La reina en el palacio de las corrientes de aire       | Suecia               |
| 2009 | Johan Theorin                    | Nattfåk                            | El cuarto más oscuro                                   | Suecia               |
| 2010 | Jussi Adler-Olsen                | Flaskepost fra P                   | El mensaje que llegó en una botella                    | Dinamarca            |
| 2011 | Leif G. W. Persson               | Den döende detektiven              | The Dying Detective                                    | Suecia               |
| 2012 | Erik Valeur                      | Det syvende barn                   | The Seventh Child                                      | Dinamarca            |
| 2013 | Jørn Lier Horst                  | Jakthundene                        | The hunting dogs                                       | Noruega              |
| 2014 | Gard Sveen                       | Den siste pilegrimen               |                                                        | Noruega              |
| 2015 | Thomas Rydahl                    | Eremitten                          |                                                        | Dinamarca            |
| 2016 | Ane Riel                         | Harpiks                            |                                                        | Dinamarca            |
| 2017 | Malin Persson Giolito            | Störst av allt                     |                                                        | Suecia               |
| 2018 | Camilla Grebe                    | Husdjuret                          |                                                        | Suecia               |
| 2019 | Stina Jackson                    | Silvervägen                        |                                                        | Suecia               |
| 2020 | Camilla Grebe                    | Skuggjägaren                       |                                                        | Suecia               |
| 2021 | Tove Alsterdal                   | Stormfald                          |                                                        | Suecia               |
| 2022 | Morten Hesseldahl                | Mørket under isen                  |                                                        | Dinamarca            |

[actualizar]